# Môi trường vĩ mô

## Khái niệm
Môi trường vĩ mô của doanh nghiệp là nơi mà doanh nghiệp phải bắt đầu tìm kiếm những cơ hội và những mối đe dọa có thể xuất hiện, nó bao gồm tất cả các nhân tố và lực lượng có ảnh hưởng đến hoạt động và kết quả thực hiện của Doanh nghiệp.

## Các yếu tố chủ yếu
Môi trường vĩ mô bao gồm 06 yếu tố chủ yếu:
- Môi trường nhân khẩu: thể hiện sự tăng trưởng dân số trên toàn thế giới, sự thay đổi cơ cấu tuổi tác, cơ cấu dân tộc, trình độ học vấn, những sự di chuyển dân cư và sự chia nhỏ thị trường đại chúng thành những thị trường nhỏ
- Môi trường kinh tế: thể hiện tốc độ tăng giảm thu nhập thực tế, tích lũy tiết kiệm, nợ nần và cách chi tiêu của người tiêu dùng thay đổi
- Môi trường tự nhiên: thể hiện khả năng thiếu hụt những vật tư nhất định, chi phí năng lượng không ổn định, mức độ ô nhiễm, và phong trào xanh bảo vệ môi trường phát triển mạnh
- Môi trường công nghệ: thể hiện sự thay đổi công nghệ đang tăng tốc, những cơ hội đổi mới vô hạn, ngân sách nghiên cứu và phát triển lớn, sự tập trung vào những cải tiến nhỏ và khám phá lớn, sự điều tiết quá trình thay đổi công nghệ
- Môi trường chính trị: thể hiện việc điều tiết hoạt động kinh doanh cơ bản, các cơ quan Nhà nước được củng cố và sự phát triển các nhóm bảo vệ lợi ích quan trọng.
- Môi trường văn hoá: thể hiện xu hướng lâu dài muốn tự khẳng định mình, hưởng thụ ngay và một định hướng thế tục hơn